# Ghost in the Shell: S.A.C. 2nd GIG
Ghost in the Shell: S.A.C. 2nd GIG (japanisch 攻殻機動隊 S.A.C. 2nd GIG Kōkaku Kidōtai S.A.C. 2nd GIG) ist die zweite Staffel von Ghost in the Shell: Stand Alone Complex, einer Anime-Fernsehserie, die auf dem Ghost in the Shell-Universum von Masamune Shirow basiert. Im Jahr 2006 wurde die Serie mit einem Fernsehfilm namens Ghost in the Shell: S.A.C. Solid State Society fortgesetzt. Es erschien im Jahr 2020 eine Fortsetzung namens Ghost in the Shell: SAC 2045.

## Inhalt

### Welt und Einordnung zur ersten Serie
Stand Alone Complex 2nd GIG spielt im Jahre 2032, in einer Welt die stark von den Ereignissen des dritten und vierten Weltkrieges geformt ist und von starken gesellschaftlichen Unterschieden geprägt ist, hat sich die Sektion 9 wieder zusammengefunden und sich mit einem erfolgreichen Einsatz gegen eine Gruppe Geiselnehmer, welche die chinesische Botschaft besetzt hielten, wieder ins Gespräch gebracht. Die neue Premierministerin steht unter starken Druck und erlaubt es der Sektion 9 nicht vollständig ihre gewohnten Freiheiten zu nutzen, was bei den Mitgliedern nicht gerade auf Gegenliebe stößt.

### Handlung
Da die Premierministerin eine Morddrohung erhalten hat, soll Sektion 9 ihren Schutz gewährleisten. Die Dame entgeht bei einem Überfall der Unabhängigen Elf nur knapp dem Tod. Kurz darauf kommt mit dem hinterhältigen Kazundo Gouda ein weiterer Feind ins Spiel. Dieser ist der Sektion übergeordnet und missbraucht die Mitglieder für seine korrupten Pläne einen Krieg zwischen den Flüchtlingen und der amtierenden Regierung anzuzetteln.
Kuze, der Anführer der von Revolutiongedanken getriebenen Flüchtlinge, will mit Hilfe des von ihm gekauften Plutoniums die japanische Regierung dazu zwingen, seine Forderungen zu erfüllen. Während die Abteilung noch immer versucht Kuze von seinen Plänen abzuhalten, hat die Regierung bereits das Kriegsrecht über Dejima ausgerufen und belagert die Stadt. Kurz darauf kommt es in der aufgeheizten Atmosphäre zu einzelnen Zwischenfällen, was den Beginn einer militärischen Großoffensive auslöst.
Es stellt sich aber heraus, dass nie eine Nuklearwaffe hätte gezündet werden können und die eigentliche Bombe von einem amerikanischen U-Boot aus abgefeuert werden sollte. Das Ziel der Bombe ist die Stadt Dejima, womit sich Gouda gleichzeitig die Rebellen vom Hals geschafft, als auch die Regierung hinter sich vereint hätte, wenn nicht die Tachikoma, KIs die ein eigenes Bewusstsein erlangt haben, sich selbstlos geopfert hätten, indem sie den Satelliten, auf dem sich ihre KI befand, dazu benutzt hätten, um die Nuklearwaffe abzufangen.

## Hauptcharaktere

### Sektion 9
- Chief Daisuke Aramaki – Leiter der Sektion 9
- Motoko Kusanagi – Major und stellvertretende Leiterin, Vollcyborg
- Batou  – ehemaliger Ranger, Vollcyborg
- Togusa  – Batous Partner, ehemaliger Ermittler bei der Polizei
- Ishikawa  – Spezialist für Onlinerecherche
- Saito  – erfahrener Scharfschütze
- Pazu  – Gerüchten zufolge ehemaliges Mitglied der Yakuza
- Borma  – Sprengstoffexperte
- Tachikoma  – neun spinnenähnliche, empfindungsfähige Kampfpanzer mit gemeinsamem Gedächtnisspeicher

### Bekannte wiederkehrende Charaktere
- Kubota  – Offizier beim Nachrichtendienst der Armee, ehemaliger Kollege von Aramaki
- Innenminister  – Aramakis Vorgesetzter, bekleidet seinen alten Posten auch im neuen Kabinett
- Forensisches Team der Sektion 9 – aufgrund ihrer typischen Kleidung oft als „Rotmäntel“ bezeichnet
- Weibliche Allzweck-Androiden der Sektion 9  – kochen Tee, bedienen Computer, nehmen Anrufe entgegen oder fliegen Kipprotorflugzeuge

### Neue wiederkehrende Charaktere
- Premierministerin Yoko Kayabuki  – erste Frau im Amt des japanischen Premierministers
- Chefsekretär des Kabinetts Takakura  – der Machtvermittler hinter der neuen Koalitionsregierung
- Kazundo Gouda  – Leiter des Nachrichtendienstes des Kabinetts
- Hideo Kuze  – Mitglied der Terrorgruppe der „Die Unabhängigen Elf“
- Proto  – Neues Mitglied der Sektion 9, Wartungstechniker der Tachikoma, Bioroid-Prototyp
- Azuma  – Neues Mitglied der Sektion 9, Einsatzagent
- Yano – Neues Mitglied der Sektion 9, Anfänger und Einsatzagent
- Fumiya Dobashi  – Journalist, Experte auf dem Gebiet der „Unabhängigen Elf“
- Yousuke Aramaki  – Aramakis lange vermisster Bruder (wurde in Stand Alone Complex erwähnt).

## Produktion und Veröffentlichung
Die erste Staffel, Ghost in the Shell: Stand Alone Complex, war ursprünglich als in sich abgeschlossene Serie mit 26 Episoden konzipiert worden. Jedoch wurde bereits kurz nach Beginn der Erstausstrahlung im japanischen Fernsehen die Produktion einer zweiten Staffel beschlossen. Das grundlegende Konzept für deren Handlung wurde von Mamoru Oshii entworfen, dem Regisseur der beiden Kinofilme Ghost in the Shell und Ghost in the Shell 2: Innocence. Ziel war es, in der Serie den Ausbruch eines Krieges zu schildern und einen starken Gegenspieler für Sektion 9 zu erschaffen. Auch politische Ereignisse der Gegenwart flossen in die Gestaltung der Handlung mit ein.
Wie bereits bei der ersten Staffel erfolgte auch die Produktion von Ghost in the Shell: S.A.C. 2nd GIG unter der Regie von Kenji Kamiyama im Studio 9 des japanischen Anime-Produktionsstudios Production I.G. Masamune Shirow, der Schöpfer des Ghost-in-the-Shell-Universums war erneut in beratender Funktion für die Produktion tätig. Das Design der in der zweiten Staffel neu eingeführten Charaktere stammt von Takayuki Goto und Tetsuya Nishio.
Die Erstausstrahlung der Serie im japanischen Fernsehen erfolgte zwischen 1. Januar 2004 und 8. Januar 2005 beim Pay-per-View-Sender Animax. Wie auch in der ersten Staffel wurde die Handlung der „Individual Eleven“ auch als Film auf DVD veröffentlicht.
Im deutschsprachigen Raum wurde Ghost in the Shell: S.A.C. 2nd GIG von Panini Video zwischen August 2006 und Mai 2007 auf insgesamt acht DVDs veröffentlicht. Die Erstausstrahlung im deutschen Fernsehen erfolgte nahezu parallel zwischen 6. August 2006 und 19. Februar 2007 durch den Fernsehsender MTV.
Nach Abgabe der Lizenz an das Studio Nipponart veröffentlichte dieses eine Neuauflage der Serie am 31. Juli 2015 auf DVD und Blu-Ray.

### Musik
Die Musik zur Serie wurde von Yōko Kanno komponiert, die diese Aufgabe bereits bei der ersten Staffel übernommen hatte. Der Vorspanntitel „Rise“ wird erneut von der russischen Sängerin Origa gesungen, der Abspanntitel „Living Inside the Shell“ von Steve Conte und Shanti Snyder.

### Synchronsprecher
Die deutsche Fassung der Serie wurde erneut vom Berliner Synchronstudio Hermes Synchron GmbH erstellt. Die Rollen der Hauptcharaktere wurden dabei mit denselben Sprechern besetzt, die bereits bei der ersten Staffel zum Einsatz kamen.
| Figur                      | Originalsprecher         | Deutscher Sprecher       |
| Mitglieder der Sektion 9   | Mitglieder der Sektion 9 | Mitglieder der Sektion 9 |
| -------------------------- | ------------------------ | ------------------------ |
| Batou                      | Akio Ōtsuka              | Tilo Schmitz             |
| Boma                       | Taro Yamaguchi           | Andreas Hosang           |
| Daisuke Aramaki            | Osamu Saka               | Hasso Zorn               |
| Ishikawa                   | Yutaka Nakano            | Erich Räuker             |
| Motoko Kusanagi            | Atsuko Tanaka            | Christin Marquitan       |
| Paz                        | Takashi Onozuka          | Thomas Schmuckert        |
| Saito                      | Tōru Ōkawa               | Michael Bauer            |
| Togusa                     | Kōichi Yamadera          | Klaus-Peter Grap         |
| Weitere Charaktere         |                          |                          |
| Hideo Kuze                 | Rikiya Koyama            | Lutz Schnell             |
| Kazundo Gouda              | Ken Nishida              | Udo Schenk               |
| Premierministerin Kayabuki | Yoshiko Sakakibara       | Claudia Urbschat-Mingues |